# Атака на основі підібраного відкритого тексту
Атака на основі підібраного відкритого тексту (англ. Chosen-plaintext attack, CPA) — один з основних способів криптоаналітичної атаки при якій припускається, що нападник може отримати шифротекст для довільного відкритого тексту. Метою атаки є отримання інформації, яка зменшує складність схеми шифрування.

## Опис
Криптоаналітик, згідно принципом Керкгоффза, володіє всією інформацією про використовувану систему шифрування, крім певного набору параметрів, які називають ключем. Завданням криптоаналітика є знаходження ключа або створення алгоритму, що дозволяє дешифрувати будь-яке повідомлення, зашифроване за допомогою даного ключа.
Дано: {\displaystyle P_{1},C_{1}=E_{k}(P_{1}),\,P_{2},C_{2}=E_{k}(P_{2}),\,...\,P_{i},C_{i}=E_{k}(P_{i}),}
де {\displaystyle P} — підібраний криптоаналітиком відкритий текст, {\displaystyle C} — шифротекст, {\displaystyle E} — функція шифрування, {\displaystyle k} — ключ.
Потрібно отримати {\displaystyle k} або алгоритм, який дозволить отримати {\displaystyle P_{i+1}} з {\displaystyle C_{i+1}=E_{k}(P_{i+1})}.